# Вітково (Поморське воєводство)
Вітково (пол. Witkowo, нім. Vietkow) — село в Польщі, у гміні Смолдзіно Слупського повіту Поморського воєводства.
Населення — 104 особи (2011).
У 1975-1998 роках село належало до Слупського воєводства.

## Демографія
Демографічна структура станом на 31 березня 2011 року:
|          | Загалом | Допрацездатний вік | Працездатний вік | Постпрацездатний вік |
| -------- | ------- | ------------------ | ---------------- | -------------------- |
| Чоловіки | 58      | 17                 | 35               | 6                    |
| Жінки    | 46      | 17                 | 21               | 8                    |
| Разом    | 104     | 34                 | 56               | 14                   |